# Thomas Gomez
Pour les articles homonymes, voir Gomez.
Thomas Gomez est un acteur américain né le 10 juillet 1905, à New York (État de New York) et mort le 18 juin 1971 à Santa Monica (Californie).

## Biographie
Né Sabino Tomas Gomez à New York, Gomez commence sa carrière d'acteur dans le théâtre dans les années 1920 et devient un étudiant de l'acteur Walter Hampden. Il trouve son premier rôle dans La Voix de la terreur en 1942 et apparaît dans une soixantaine de films par la suite.
Gomez est le premier hispano-américain à être nommé pour un Academy Award, en 1947, pour sa performance dans le film Et tournent les chevaux de bois, réalisé et interprété par Robert Montgomery. Le film est ensuite utilisé comme base pour un épisode du même nom pour la série de télévision Robert Montgomery Presents, dans laquelle Gomez reprend son rôle.
Ses autres films au cinéma incluent Deux Nigauds détectives (1942), Key Largo (1948), L'Enfer de la corruption (1948), Le Conquérant (1956) et son dernier film Le Secret de la planète des singes (1970). Artiste présent à la télévision, Gomez apparaît également dans des rôles d'invité, dans des séries telles que The Twilight Zone, Route 66, Le jeune Docteur Kildare, Monsieur Ed, le cheval qui parle, L'Homme à la Rolls, Le Virginien, Opération vol, Ma sorcière bien-aimée, L'Homme à la carabine et Gunsmoke.
Gomez tient également des rôles au théâtre, comme la pièce jouée à Broadway A Man for All Seasons de Robert Bolt.
Thomas Gomez est mort à Santa Monica, en Californie, des suites d'un accident de voiture. Il est enterré dans le Memorial Park Cemetery de Westwood Village à Los Angeles.

## Filmographie
- 1942 : La Voix de la terreur (Sherlock Holmes and the Voice of Terror) de John Rawlins : Meade
- 1942 : Deux Nigauds détectives (Who Done It?) d'Erle C. Kenton : Col. J.R. Andrews
- 1942 : La Fièvre de l'or noir (Pittsburgh) de Lewis Seiler : Joe Malneck
- 1942 : Les Mille et Une Nuits (Arabian Nights) : Hakim
- 1943 : White Savage : Sam Miller
- 1943 : Frontier Badmen (en) de Ford Beebe : Ballard
- 1943 : Corvette K-225 : Smithy
- 1943 : Symphonie loufoque (Crazy House) d'Edward F. Cline : N.G. Wagstaff
- 1944 : Les Mains qui tuent (Phantom Lady) : Inspector Burgess
- 1944 : Hommes du monde (In Society) : Drexel
- 1944 : La Passion du Docteur Holmes (The Climax) de George Waggner : Comte Seebruck
- 1944 : Cavalcade musicale (Bowery to Broadway) de Charles Lamont : Tom Harvey
- 1944 : Les Yeux d'un mort (Dead Man's Eyes) de Reginald Le Borg : Capt. Drury
- 1944 : Caravane d'amour (Can't Help Singing) de Frank Ryan : Jake Carstairs
- 1945 : Frisco Sal (en) de George Waggner : Police Capt. Dan Martin
- 1945 : Patrick the Great : Max Wilson
- 1945 : I'll Tell the World : J.B. Kindell
- 1945 : The Daltons Ride Again : Professeur McKenna
- 1946 : Night in Paradise d'Arthur Lubin : King Croesus
- 1946 : Le Gars épatant (Swell Guy) de Frank Tuttle : Dave Vinson
- 1947 : L'Heure du crime (Johnny O'Clock) de Robert Rossen : Guido Marchettis
- 1947 : Singapour (Singapore) : M.. Mauribus
- 1947: Et tournent les chevaux de bois (Ride the Pink Horse) de Robert Montgomery : Pancho
- 1947 : Othello (A Double Life) : Cassio
- 1947 : Capitaine de Castille (Captain from Castile) de Henry King : Father Bartolome Romero
- 1948 : Casbah : Louvain
- 1948 : Key Largo de John Huston : Richard 'Curly' Hoff
- 1948 : L'Enfer de la corruption (Force of Evil) d'Abraham Polonsky : Leo Morse
- 1949 : Un crack qui craque (Sorrowful Jones) de Sidney Lanfield  : Reardon
- 1949 : Les Sœurs casse-cou (Come to the Stable) : Luigi Rossi
- 1949 : That Midnight Kiss : Guido Russino Betelli
- 1949 : La Grève des dockers (The Woman on Pier 13) : Vanning
- 1950 : L'Aigle et le Vautour (The Eagle and the Hawk) de Lewis R. Foster : Gen. Liguras (The Hawk)
- 1950 : Les Furies (The Furies) : El Tigre
- 1950 : Kim : Emissary
- 1951 : The Harlem Globetrotters (en) : Coach Abe Saperstein
- 1951 : La Flibustière des Antilles (Anne of the Indies) : Blackbeard
- 1952 : Le Paradis des mauvais garçons (Macao) : Lt. Sebastian
- 1952 : The Sellout : Sherrif Kellwin C. 'Casey' Burke
- 1952 : The Merry Widow : King of Marshovia
- 1952 : Pony Soldier : Natayo Smith
- 1953 : Sombrero : Don Homero Calderon
- 1954 : La Sirène de Bâton Rouge (The Gambler from Natchez) : Capt. Antoine Barbee
- 1954 : Les Aventures de Hajji Baba (The Adventures of Hajji Baba) : Osman Aga
- 1955 : Las Vegas Shakedown : Al 'Gimpy' Sirago
- 1955 : Le Brave et la Belle (The Magnificent Matador) : Don David
- 1955 : The Looters (it) d'Abner Biberman : George Parkinson
- 1955 : Night Freight : Haight
- 1956 : Le Conquérant (The Conqueror) : Wang Khan
- 1956 : Trapèze (Trapeze) : Bouglione
- 1959 : John Paul Jones, maître des mers (John Paul Jones) : Esek Hopkins
- 1959 : La Vie à belles dents (But Not for Me) : Demetrios Bacos
- 1961 : Été et Fumées (Summer and Smoke) de Peter Glenville : Papa Zacharias
- 1968 : Micmac au Montana (Stay Away, Joe) de Peter Tewksbury : Grandpa
- 1970 : Le Secret de la planète des singes (Beneath the Planet of the Apes) : Minister

### Télévision
- 1965 : Le Virginien Saison 04 épisode 10 (Beyond the border): Fidencio